# Concha Piquer
Concha Piquer, geboren als María de la Concepción Piquer López, (Valencia, 8 december 1908 – Madrid, 11 december 1990) was een Spaans zangeres en actrice.
Concha Piquer was bekend om haar werk in de liedvorm Copla andaluza, die in Spanje in de jaren 40 populair was. In 1922 kwam ze op 14-jarige leeftijd naar New York en zong later onder anderen samen met Eddie Cantor, Al Jolson en Fred Astaire. In 1923 speelde ze een rol in het phonofilm-project From Far Seville van Lee De Forest. De film werd in het Rivoli Theater in New York vertoond. Bovendien zong ze in 1927 een lied in de eerste geluidsfilm The Jazz Singer.
Sinds 2003 is in haar geboorteplaats het Huis-Museum Concha Piquer aan haar gewijd.
- Biblioteca Nacional de España: XX863023
- Bibliothèque nationale de France: cb14216304x (data)
- Catàleg d'autoritats de noms i títols de Catalunya: 981058510894106706
- Gemeinsame Normdatei: 123770343
- International Standard Name Identifier: 0000 0001 1441 7657
- Library of Congress Control Number: n88261385
- MusicBrainz: dfef8ea8-abeb-4e3d-b33e-d2ec43678e22
- Nationale Bibliotheek van Israël: 987007316897905171
- Nederlandse Thesaurus van Auteursnamen: 272761788
- Système universitaire de documentation: 068692005
- Virtual International Authority File: 36021582
- WorldCat: E39PBJbRh3Fh33pmhd6ttDxFKd